# 三平路街道
三平路街道，是中华人民共和国新疆维吾尔自治区克拉玛依市白碱滩区下辖的一个乡镇级行政单位。

## 行政区划
三平路街道下辖以下地区：
振兴社区、上游社区、五新社区、育成社区、创业社区管委会和建设社区管委会。